# Gijs Levelt

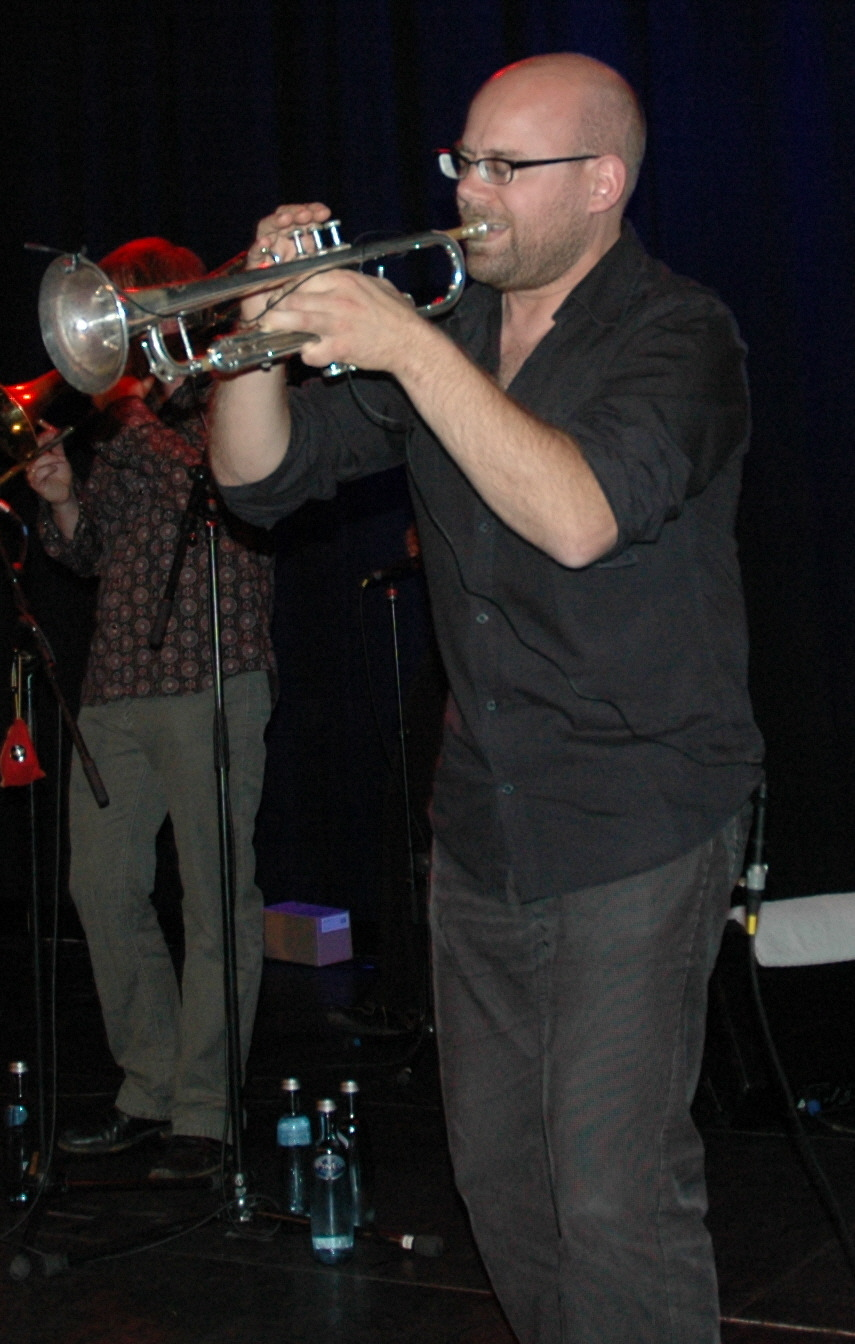
Gijs Levelt (2008)

Gijs Levelt (* 1973) ist ein niederländischer Jazztrompeter und Klezmermusiker.

## Werdegang
Levelt studierte von 1989 bis 1997 am Sweelinck-Konservatorium Amsterdam bei Charles Green. Danach besuchte er Meisterklassen von Bobby Shew, Jimmy Owens, Peter Masseurs, Markus Stockhausen und Eric Vloeimans. Seit 1995 studierte er außerdem klassische südindische Musik (Karnatische Musik) bei Rafael Reina und besuchte Meisterkurse bei dem Sänger Jahnavi Jayaprakash.
Seit 1995 leitete Levelt mit dem Saxophonisten Wim Lammen das Jazzquartett Four Wheel Drive, mit der er u. a. durch die Türkei und Slowenien tourte. Zugleich war er Lead-Trompeter der Jazzmania Bigband von Peter Guidi, mit der er durch Frankreich, Deutschland, Ungarn, Tschechien und Spanien tourte und im Folgejahr ein Album einspielte. 1996 gründete er das Dutch Jazz Trio (mit Fay Claassen und Vincent Koning), mit dem er im gleichen Jahr eine Japantournee unternahm.
1997 wurde er Mitglied der Amsterdam Klezmer Band, für die er auch als Komponist arbeitet. Er tourte mit der Band durch die Türkei, Slowenien, die Schweiz, Deutschland, England, Belgien, Italien und die USA und nahm mit ihr seit 1999 diverse Alben auf, darunter 2003 in Istanbul eine CD mit der Galata Gypsy Band aus Edirne.
Mit dem Flötisten Ned McGowen startete Levelt 1999 die Konzertreihe The Karnatic Lab, mit der er 2001 in New York zu Gast war. Ab 2002 bildete er mit McGowen das Duo Messing met PVC, das eine Mischung aus Balkanmusik, Jazz und Neuer Musik spielt. Das Duo trat 2003 mit der Sängerin Martha Mavroidi in Bulgarien auf und spielte beim bulgarischen Rundfunk ein Quartettalbum mit dem Kavalvirtuosen Theodosii Spassov ein.
Mit der Gruppe Bedham (mit Ned McGowan, Oene van Geel und Mark Haanstra) unternahm Levelt zwei Tourneen durch Indien mit den Gästen Jahnavi Jayaprakash, T.S. Seshagopalan, B.C. Manjunath und Udayraj Karpur. 2002 erschien das Debütalbum der Gruppe Rickshaw Chase in Bangalore. Mit McGowan spielte er auch im Quintett Hexnut, das 2007 in New York City auftrat.
2002 spielte Levelt in dem Trio Fig Tree 3 mit dem Gitarristen Timuçin Şahin und dem Kontrabassisten François Chanut. Im Folgejahr gründete er mit Theo van Tol (Akkordeon), Tobias Klein (Saxophon und Klarinette) und Meinrad Kneer (Bass) das Quartett Deep Fried Angel Fish. Auch gehörte er zu der Band Herb Spectacles, die auch einige seiner Kompositionen aufnahm.

## Diskographie (Auswahl)
- De Amsterdam Klezmer Band: Mala Loka
- De Amsterdam Klezmer Band: Limonchiki, 2001
- Bhedam: Rickshaw Chase, 2002
- De Amsterdam Klezmer Band & The Galata Gypsy Band: Katakofti, 2002
- The Herb Spectacles: The Incredible World of…, 2003
- Man Bites Dog & Amsterdam Klezmer Band Man Bites Dog Eats Amsterdam Klezmer Band. 2004
- Deep Fried Angel Fish: 1, 2004
- The Herb Spectacles Bongolito's Hideaway, 2005
- Smilin Osei: Wayo Tactics, 2006
- De Amsterdam Klezmer Band: Zaraza, 2009
- Spinifex Veiled, 2015 (mit Tobias Klein, Gonçalo Almeida, Philipp Moser, Jasper Stadhouders, Priya Purushothaman)
- De Amsterdam Klezmer Band: Benja- Gangsters & Entertainers, 2015